# フレッド・ゲティングズ
フレッド・ゲティングズ（Fred Gettings）は、イギリスの美術史家。
イギリスの挿絵本を研究しており、1975年にアーサー・ラッカムの評伝を刊行している。
その後、挿絵本の研究からは離れ、オカルト図像の読み直しを行っている。
彼はコティングリー妖精事件において、フランシス・グリフィスとその従姉妹エルシー・ライトが「妖精の写真」だと主張したものが、『Princess Mary's Gift Book』（メアリ王女のギフト・ブック）という挿絵本にある妖精の絵の模写を使った合成写真であると解明した。
彼の著書『悪魔の事典』の日本語訳者大瀧啓裕によれば『Princess Mary's Gift Book』は挿絵本としては駄本に類する。ゲティングズが駄本からの流用を突き止めることができたのは、彼が持つカメラのごとき記憶力のおかげだという。

## 著作
Dictionary of Demons A Guide to Demons and Demonologists in Occult Lore
邦訳『悪魔の事典』（訳者：大瀧啓裕、出版社：青土社、刊行年：1992、ISBN 479175185X ）
Dictionary of Occult Hermetic and Alchemical Sigils
邦訳『オカルトの事典』（訳者：松田幸雄、出版社：青土社、刊行年：1993、ISBN 4791752376）
The Secret Lore of the Cat
邦訳『猫の不思議な物語』（訳者：松田幸雄・鶴田文、出版社：青土社、刊行年：1993、ISBN 4791752554）
The Occult in Art
邦訳『オカルトの図像学』（訳者：阿部秀典、出版社：青土社、刊行年：1994、ISBN 4791753143）
その他、未訳著書多数。